# کورگاک
کورگاک (انگلیسی: Kurgak) یک شهرک در شهرستان کالتاسینسکی استان باشقیرستان کشور روسیه است.